# Manuela Ramin Osmundsen
Manuela Ramin Osmundsen (Antony, Frankrijk 15 juli 1963) is een Noors-Frans juriste en politica. Tussen oktober 2007 en februari 2008 was zij korte tijd minister in het tweede kabinet Stoltenberg. Zij moest aftreden nadat ze een vriendin had benoemd tot kinderombudsman.

## Biografie
Ramin Osmundsen werd geboren op Antony (Frankrijk). Zij studeerde rechten in Parijs. In Frankrijk ontmoette ze haar latere echtgenoot, Terje Osmundsen, een zakenman en politicus voor Høyre. In 1991 vestigde zij zich samen in Noorwegen.
Ramin Osmundsen werkte onder meer voor een anti-discriminatie organisatie en de vreemdelingendienst. In 2005 werd zij lid van Arbeiderpartiet. Vrij verrassend werd zij in oktober 2007 benoemd tot minister voor Gezin en Emancipatie. Zij was toen net 14 dagen Noors staatsburger.
Een van de dossiers die zij behandelde was de invoering van het homohuwelijk. Voordat zij daar daadwerkelijk stappen in kon zetten kwam ze in grote politieke problemen door de benoeming van een vriendin tot kinderombudsman. Zij verloor de steun van minister-president Jens Stoltenberg en trad in februari 2008 af. Na haar politieke carrière ging ze werken in de gezondheidszorg, waarbij zij zich met name bezighoudt met gezondheidsproblemen van minderheden.
- Virtual International Authority File: 16149294296480521536